# Rebelión de Saturnino Cedillo
La Rebelión de Saturnino Cedillo fue un conflicto militar. Un reporte del gobierno cardenista indicaba que el nazismo en México tenía alrededor de 360 simpatizantes alemanes involucrados en acciones de propaganda y proselitismo en varias ciudades. Mencionándose la relación del barón Ernst Von Merck con Saturnino Cedillo, las del gobernador de Sonora, Román Yocupicio Valenzuela con Heinrich Northe, primer secretario de la delegación alemana, y la admiración que sentía José Vasconcelos por el Tercer Reich. 
Otros grupos reaccionarios fueron la Confederación de la Clase Media, sucesora del Partido Fascista Mexicano creado en 1922 y desaparecido dos años después, la Liga Antichina, el Comité Pro-Raza, la Acción Revolucionaria Mexicanista y la Unión Nacional de Veteranos de la Revolución, mismos que nacieron como respuesta al Partido de la Revolución Mexicana, al Partido Comunista Mexicano, al Partido Agrarista y al Partido Popular Socialista. 
Saturnino Cedillo, de origen revolucionario, saltó sorpresivamente a la derecha política, armando una rebelión en contra del gobierno de Lázaro Cárdenas. Cárdenas decidió combatirlo y ocho meses después lo derrotó y le dio muerte en combate. Cedillo decía que su rebelión contaba con el apoyo de las compañías petroleras extranjeras que habían sido despojadas de sus terrenos e inclusive del nazismo, aunque, por los pocos resultados que tuvo, ese apoyo parece poco real a pesar de los vínculos nacionalsocialistas, de Heinrich Northe, primer secretario de la delegación alemana y Ernst Von Merck.
- Datos: Q5844549